# Jairo Roy Castillo
Jairo Roy Castillo Espinosa (Buenaventura, Valle del Cauca, Colombia; 9 de febrero de 1991) es un futbolista Colombiano. Juega de delantero y actualmente es agente libre.

## Clubes
| Club                     | País     | Año         |
| ------------------------ | -------- | ----------- |
| Deportes Quindío         | Colombia | 2009 - 2010 |
| Universitario de Popayán | Colombia | 2011 - 2012 |
| Deportes Quindío         | Colombia | 2013 - 2015 |
| Atlético Bucaramanga     | Colombia | 2016        |
| Real Cartagena           | Colombia | 2017        |
| Deportivo Pereira        | Colombia | 2018        |
| Deportes Quindío         | Colombia | 2019 - 2024 |